# Franco Ottolenghi
Franco Ottolenghi (Milano, 17 novembre 1936 – Milano, 1º novembre 2024) è stato un giornalista e saggista italiano.

## Biografia
Giornalista professionista dal 1º giugno 1962, Ottolenghi è stato vicedirettore del quotidiano l'Unità (1980-1982) al tempo della seconda direzione Alfredo Reichlin – dopo aver curato a lungo da Milano la sezione culturale – e successivamente è diventato direttore del settimanale Rinascita dal 1987 al 1989, subentrando a Romano Ledda.
Ha fatto parte dello staff nella segreteria della direzione del PCI con Achille Occhetto appena eletto.
Nel 1990 è stato eletto componente della commissione centrale di garanzia del partito comunista assieme ad Arrigo Boldrini, Giancarlo Pajetta e Tullio Vecchietti.
Ha scritto una fiaba politico-filosofica in una altrettanto favolosa antichità mediterranea (Vita fortuna e detti di Mesione filosofo, 2012), nome forse ispirato vagamente per assonanza a Misone, uno dei Sette Sapienti citati da Diogene Laerzio, malgrado non esistano notizie certe quanto al luogo e alla data di nascita. Inoltre Ottolenghi è l'autore di tre dissertazioni sul lato oscuro dell'emancipazione moderna (Contraddanza, 1993).

## Opere principali
- Contraddanza. Appunti per un saggio sul padre come eroe spinoziano. In forma di dialogo, Moretti & Vitali, 1993. ISBN 88-7186-038-1
- Con Marx, oltre i marxismi. Colloquio di Franco Ottolenghi con Cesare Luporini, in Luciano Conte, Addio Marx. l'agonia storica dell'utopia del XX secolo, Periferia, 2006 (pubblicato su “Rinascita”, 4 marzo 1983, p. 16).
- Vita fortuna e detti di Mesione filosofo (con dieci disegni inediti di Luigi Serafini), Milano, edizioni del verri, 2012.
- I disobbedienti (con quattro opere di Luigi Serafini), Milano, edizioni del verri, 2014.